# Die fünf Frankfurter (1922)
Die fünf Frankfurter ist eine deutsche Stummfilmkomödie aus dem Jahre 1922 von Erich Schönfelder mit dem bekannten Bühnenschauspieler und Kabarettisten Fritz Hirsch in seiner ersten Filmrolle. Der Film in Gestalt einer humorigen Familienbiografie basiert auf dem gleichnamigen Lustspiel (1911) von Carl Rössler.

## Handlung
Mitteleuropa im ausgehenden 18. Jahrhundert. Die Geschichte führt den Zuschauer mit der bedeutenden Frankfurter Bankiersfamilie Rothschild zusammen. Begründer der Dynastie ist der alte Maier Amschel Rothschild, der als junger Mann zu Fuß nach Frankfurt kommt, um dort in einem Bankhaus als kleiner Lehrling anzufangen. Rasch macht sich Rothschild durch Fleiß und Intelligenz unentbehrlich, sodass sein oberster Chef ihm sogar gern seine Tochter zur Frau geben möchte. Doch Maier Amschel hat sich in eine andere Frau namens Gudula verliebt, mit der er eine große Familie gründet. Rothschild erwirbt Vermögen und Ansehen, und seine fünf Söhne, die fünf Frankfurter, treten sukzessive in seine Fußstapfen. Man steigt auf der sozialen und gesellschaftlichen Leiter immer weiter nach oben, und die fünf Frankfurter werden als Bankiers und Kreditgeber immer unverzichtbarer. In den wichtigen Finanzmetropolen der Welt, neben Frankfurt auch London, Paris, Wien und natürlich Berlin, sitzt jeweils ein Rothschild und sichert die Macht des Bankhauses. Trotz der räumlichen Entfernung ist allen die Liebe zur Familie und dem Stammsitz in Frankfurt gemein.
Im Laufe der Jahre haben alle Söhne geheiratet und eigene Familien gegründet, nur der jüngste Rothschild Jacob, liebevoll Jacöble genannt, ist Junggeselle geblieben. In Wien ist dem dortigen Vertreter des Hauses besondere Ehre zuteilgeworden. Da man dem österreichischen Kaiser Franz I. sehr zu Diensten ist, wird der dortige Rothschild in den erblichen Adelsstand erhoben. Der älteste der fünf Brüder träumt derweil davon, selbst in den Hochadel einzuheiraten. Ein regierender Duodezfürst würde gern einen Rothschild zum Schwiegervater seines Sohnes bekommen, ganz in der Hoffnung, dass durch die Ehe mit der Rothschild-Tochter die zerrütteten Staatsfinanzen in Ordnung gebracht werden könnten. Die aber hat längst ein Auge auf ihren jüngsten Onkel geworfen. Dennoch kommt es zwischen den Schwiegereltern aus dem Adel und Finanzadel zu einer sehr praktischen Vereinbarung auf der Grundlage „Geld gegen Titel“, ohne groß auf die Gefühle des Rothschild-Mädchens Rücksicht zu nehmen. Das kokette Fräulein Rothschild aber sagt im Beisein aller Beteiligten „nein“, als der Fürstensohn coram publico um ihre Hand anhält. Ihrem Vater soll die Verbindung zwischen Tochter und ihrem Onkel recht sein, auch wenn damit sein Traum von Adelseintritt im Nu zerplatzt. Immerhin kostet ihn dieser Schwiegersohn keine zehn Millionen ...

## Produktionsnotizen
Die fünf Frankfurter entstand im Spätfrühling 1922, passierte die Filmzensur am 28. Juli desselben Jahres und wurde am 5. Oktober 1922 in Berlins Tauentzienpalast uraufgeführt. Die Länge des für die Jugend freigegebenen Films betrug 2190 Meter, verteilt auf sechs Akte. 
Die Filmbauten gestalteten Robert Neppach und Rudi Feld.

## Kritiken
Der Filmbote befand: „Auch im Film ist dem wirksamen sympathischen Stoff der Erfolg treu geblieben und die anheimelnde Gemütlichkeit der “guten alten Zeit”, die prächtige, kostümlich treue Aufnahmen so lockend vor Augen führen, daß man Sehnsucht danach bekommt...“, während Das Kino-Journal resümierte, „daß auch im Film das Lustspiel großen Reiz aufweist, daß eine vorzügliche Regie und eine erstklassige Darstellung, nebst einer prächtigen und naturgetreuen Szenerie den Filmbildern besonderen Reiz verleiht. Es ist als Meisterwerk der feinen deutschen Filmkunst zu werten …“